# Pickpocket (film)
Pour l’article homonyme, voir Pickpocket.
Pour plus de détails, voir Fiche technique et Distribution.
Pickpocket est un film français de Robert Bresson sorti en 1959.

## Synopsis
Michel se rend au champ de courses et vole un peu d'argent à une spectatrice. En quittant les lieux il est arrêté, mais faute de preuves il est rapidement libéré.
Malgré cela, Michel continue à voler et s'associe avec des complices afin d'être plus efficace. Il refuse l'aide de son ami Jacques qui veut le pousser à trouver un emploi. Il provoque délibérément l'attention d'un commissaire de police, professant des théories sur le vol comme activité légitime pour les personnalités d'élite.
Se sentant menacé, il fuit la France pour revenir deux ans plus tard. Reprenant ses activités, il est arrêté, mais c'est une fois en prison qu'il va pouvoir se lier avec Jeanne, l'ex-aide ménagère de sa mère.

## Fiche technique
- Réalisation, scénario et dialogues : Robert Bresson
- Assistants : Claude Clément, Michel Clément, Jacques Ballanche
- Musique : Jean-Baptiste Lully
(Transcription Fernand Oubradous - Suite de symphonies d'Amadis)
Direction musicale : Marc Lanjean
Éditions Transatlantiques
- Chef opérateur : Léonce-Henri Burel
- Architecte décorateur : Pierre Charbonnier
- Chef-monteur : Raymond Lamy
- Ingénieur du son : Antoine Archimbaud
- 1er assistant décorateur : Pierre Guffroy
- Conseiller technique pour les gestes des voleurs : Henri Kassagi
- Production : Agnès Delahaie
- Distribution : Lux Compagnie Cinématographique de France
- Studio Franstudio, Saint-Maurice
- Enregistrement Poste Parisien
Westrex Recording System
- Laboratoires : Franay L.T.C., Saint-Cloud
- Effets spéciaux : LAX
- Pays d'origine :  France
- Langue originale : français
- Genre : Drame
- Durée : 76 minutes
- Format : 35 mm (Pellicule Gevaert-France) - 1.33:1 - noir et blanc
- Date de sortie :
  - France : 16 décembre 1959
  - Allemagne : juin 1960 (Berlinale)
  - USA : 21 mai 1963 (première)

## Distribution
- Martin LaSalle : Michel
- Marika Green : Jeanne
- Jean Pelegri : L’inspecteur Principal
- Dolly Scal : La mère
- Pierre Leymarie : Jacques
- Kassagi : 1er complice
- Pierre Etaix : 2e complice
- César Gattegno : Un inspecteur
- Dominique Zardi : un passager du métro (non-crédité)

## Analogies
- Pickpocket (Robert Bresson, 1959) [minute 0.10.00]

« Est-ce qu'on ne peut pas admettre que des hommes capables, intelligents, et à plus forte raison doués de talent ou même de génie — donc indispensables à la société — au lieu de végéter toute leur vie soient dans certains cas libres de désobéir aux lois ?

— Cela me paraît difficile, et dangereux.

— Pour la société ce serait tout bénéfice.

— Et qui distinguera des autres ces hommes supérieurs ?

— Eux-mêmes, leurs consciences. »
- Cette argumentation est assez proche du prétexte que prennent les deux étudiants pour tuer leur condisciple dans La Corde d'Alfred Hitchcock (Rope, 1948). Toutefois, les personnages de Rope ne sont pas particulièrement attachants, et le film est construit dans le style policier. À l'inverse, Pickpocket récuse les codes du film policier et incite à l'empathie avec le personnage principal.

- La similitude est également très forte avec Crime et Châtiment de Dostoïevsky : la faute puis la rédemption par la femme, ainsi que les dialogues entre le héros et le policier qui le pourchasse sur le thème des hommes exceptionnels au-dessus des lois.